# Марджера, Бэм
Брэндон Коул «Бэм» Мардже́ра (англ. Brandon Cole "Bam" Margera; род. 28 сентября 1979, Уэст-Честер, Пенсильвания) — американский скейтбордист, исполнитель трюков, телеведущий и режиссёр.
Марджера стал известен в начале 2000-х годов как одна из звезд шоу MTV «Чудаки». Он также создал спин-оффы «Чудаков» — Viva la Bam и Bam’s Unholy Union, а также стал соавтором и режиссёром фильмов Haggard и Minghags.

## Ранняя жизнь
Марджера родился 28 сентября 1979 года в Уэст-Честере, Пенсильвания, он сын Эйприл (урожденной Коул) и Фила Марджеры. Он младший брат Джесса Марджеры и племянник Винсента «Дона Вито» Марджеры. В возрасте трех лет дедушка дал ему прозвище «Бэм-Бэм», заметив его привычку намеренно натыкаться на стены; со временем это прозвище было сокращено до «Бэм» его одноклассниками. Он посещал Восточную среднюю школу Уэст-Честера и называл дружбу с Крисом Раабом единственной причиной посещения школы. Он бросил школу после окончания младших классов, сославшись на исключение Рааба. Позже Марджера получил аттестат о среднем образовании.

## Карьера

### Телевидение и кино
Марджера начал снимать видеоролики о себе и своих друзьях, катающихся на скейтборде и выполняющих трюки, которые в итоге превратились в серию фильмов CKY. Он самостоятельно издал их. Также были выпущены CKY2K, CKY3 и CKY4. CKY означает Camp Kill Yourself (в переводе с англ. — «Лагерь „Убей себя“»), это название было общим с группой его брата Джесса Марджеры, CKY, которая была названа в честь фильма «Спящий лагерь». В этих ранних видеоклипах участвуют многие друзья Марджеры, включая Райана Данна, Брэндона Дикамилло, Рэйка Йона, Криса Рааба и Брэндона Новака, которые образуют коллектив, известный как CKY Сrew. Проекты команды и музыкальной группы сильно взаимосвязаны.
После успеха CKY бывший редактор журнала Big Brother Джефф Тремейн заметил видеоролики Марджеры и взял его в команду, которая в итоге стала «Чудаками» на MTV. Марджера и Райан Данн стали основными актёрами, в то время как другие члены команды CKY Сrew в разной степени играли роли второго плана. Марджера снимался в фильмах «Чудаки», «Придурки», «Придурки 2.5», «Чудаки 3D» и «Чудаки 3.5». Несколько сценок в первом фильме «Чудаки» были сняты в стиле CKY в Уэст-Честере и его окрестностях, но подобные сцены из второго фильма были удалены после ареста дяди Винсента Маргеры по подозрению в неподобающем приставании к двум несовершеннолетним.
В 2003 году Марджера сыграл самого себя в фильме Grind, в котором рассказывается о четырёх молодых людях, преследующих профессионального скейтбордиста. Фильм содержит многочисленные эпизоды с участием членов команды «Чудаков», а также многих скейтбордистов и других знаменитостей. После выхода на экраны фильм получил в целом неблагоприятные отзывы критиков, но был оценен широкой публикой гораздо выше.

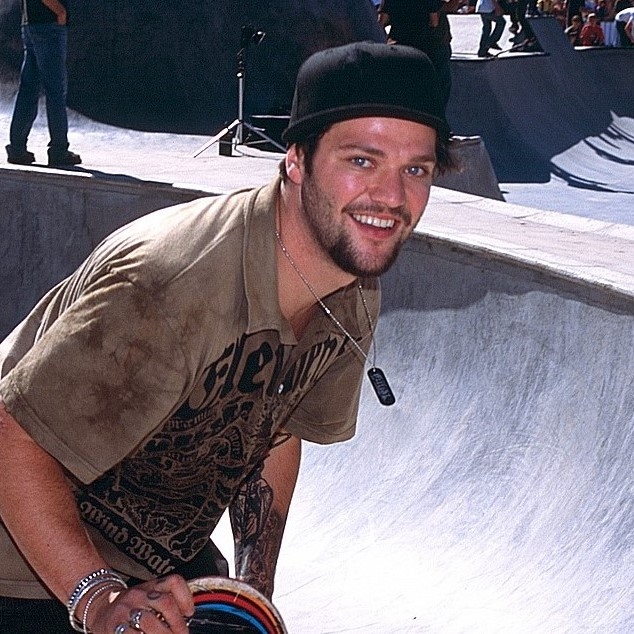
Марджера катается на скейтборде в 2006 году

После «Чудаков» Марджера получил собственный сериал на MTV, Viva La Bam, который шел пять сезонов с 2003 по 2005 год. В сериале Марджера и его команда выполняли различные трюки и задания. Съемки сериала проходили в основном в Уэст-Честере, но он также посетил Новый Орлеан, Лас-Вегас, Лос-Анджелес, Бразилию, Финляндию, Мексику, Нидерланды и Трансильванию.
В 2007 году Марджера обручился, и свадьба была снята для шоу «Нечестивый союз Бэма», которая стала продолжением Viva La Bam. В сериале Марджера, его тогдашняя невеста Мисси Ротштейн и их друзья следили за подготовкой к свадьбе. В 2008 году Марджера сыграл «заметную, несексуальную роль» в порнофильме Джины Линн «Фантастические шлюхи 4» с Брэндоном Новаком. В 2009 году Маргера появился на шоу Nitro Circus.
Марджера вместе с Данном и скейтбордистом Тимом О’Коннором участвовал в Bam’s World Domination, получасовой программе Spike TV, дебютировавшей 13 октября 2010 года. В первом эпизоде была показана попытка Марджеры и его друзей покорить полосу препятствий на соревнованиях «Крутой парень», проходивших в Стаффордшире, Англия.
В марте 2016 года Бэм и его мать Эйприл Маргера появились на реалити-шоу канала VH1 «Семейная терапия с доктором Дженн», чтобы рассказать о саморазрушительном поведении Бэма.
Марджера был отстранён от съемок «Чудаков навсегда» — по заявлениям СМИ, его уволили вскоре после того, как он перестал являться на съёмки, а позже по собственной воле остался в реабилитационном центре. Это привело к судебным разбирательством между актёром и студиям Paramount и MTV Networks, а также продюсерам и авторам фильма — включая Джонни Ноксвилла, Джеффа Тремейна и Спайка Джонза. После заключения мирового соглашения Марджера исключил любые будущие отношения со своими бывшими коллегами по «Чудакам», заявив, что Ноксвилл и Тремейн «разрушили наследие „Чудаков“», хотя он остается другом Стива-О.

### Карьера скейтбордиста
В начале своей карьеры, в 1997 и 1998 годах, Марджера был спонсирован Toy Machine Skateboards. С 2001 года Марджера был членом Team Element, демонстрационной команды Element Skateboards.
По состоянию на 2016 год Марджера больше не входит в состав команды. В разное время его также спонсировали Speed Metal Bearings, Adio Footwear, Electric Sunglasses, Volcom, Landspeed Wheels, Destroyer Trucks, Destructo Trucks и Fairman’s Skateshop.
Он всё же вернулся к катанию на скейте, что привело к возобновлению сотрудничества с Element Skateboards в честь 25-летия бренда, выпустив серию из десяти его самых запоминающихся дизайнов дек. Доски выпускались еженедельно с 6 сентября по 8 ноября 2017 года. Каждая дека подписана Маргерой и выпущена ограниченным тиражом в 50 штук. По состоянию на 2022 год Марджера не имеет крупных спонсоров и фактически отошел от профессионального скейтбординга.

### Независимые фильмы
Марджера написал сценарий, спродюсировал и снялся в трех независимых фильмах. Он стал соавтором сценария, режиссёром и исполнителем главной роли в фильме «Хаггард» (2003), независимом фильме, основанном на реальных событиях из жизни его друга Райана Данна. Данн сыграл самого себя в качестве главного героя, а Маргера сыграл «Вало», персонажа, основанного на нем самом и элементах солиста группы HIM и его друга Вилле Вало.

## Личная жизнь
Марджера был помолвлен с Дженн Ривелл, разведённой матерью-одиночкой, которая на шесть лет старше его. Их отношения закончились в 2005 году, и Бэм позже стал встречаться с подругой детства — Мисси Ротштейн. В ноябре 2006 года Бэм подал в суд на Ривелл, после того, как она якобы ворвалась в его дом.

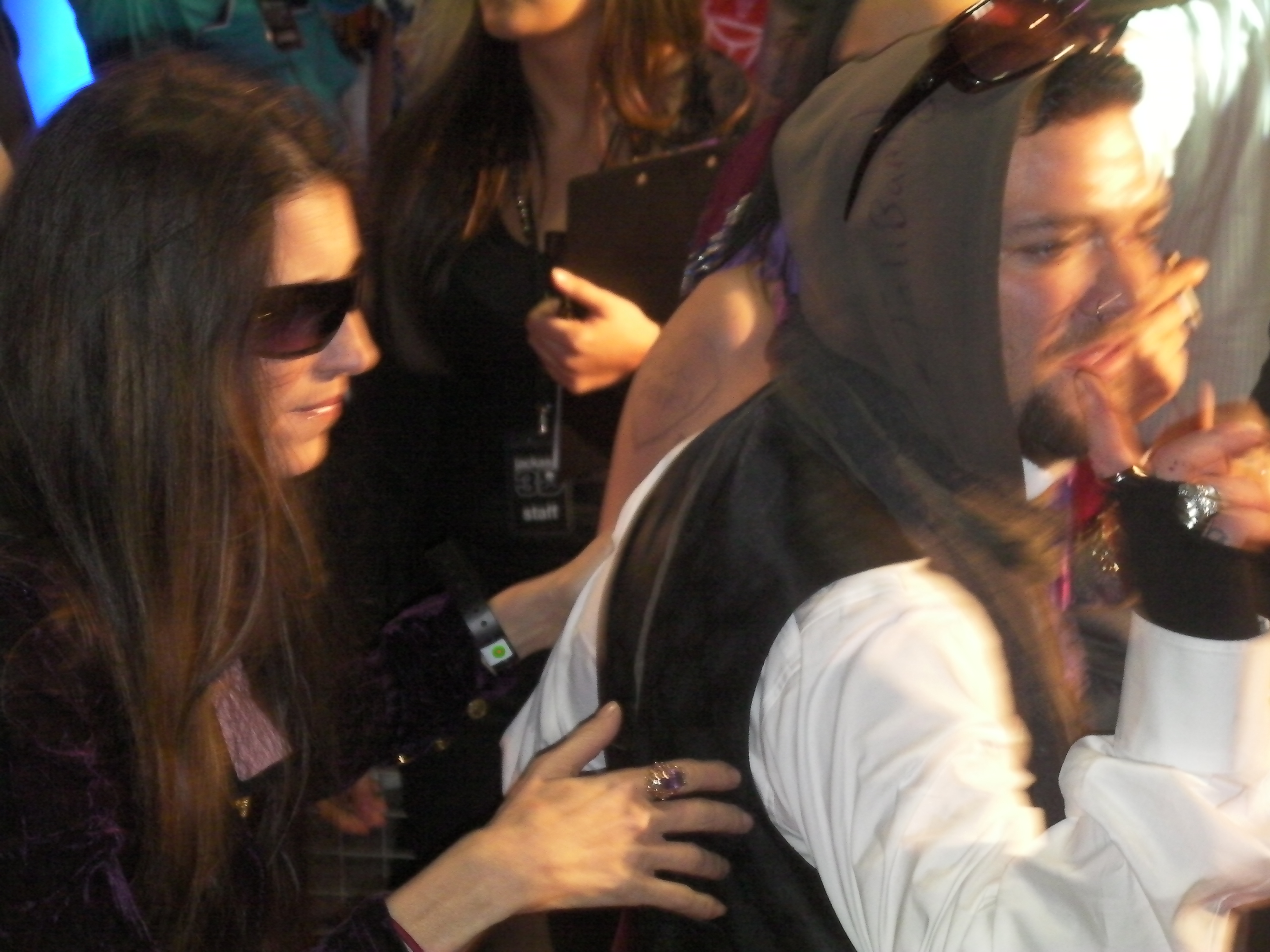
Мисси и Бэм Марджера

Бэм женился на Мисси Ротштейн 3 февраля 2007 года в центре Филадельфии. На свадьбе присутствовало 350 человек. Медовый месяц пара провела в Дубае. После свадьбы Бэм был вынужден выплатить $ 13000 за ущерб, нанесённый отелю. В 2010 году пара уже жила раздельно, а в 2012 году они официально развелись.
5 октября 2013 года Марджера женился на Николь Бойд в Рейкьявик. 23 декабря 2017 года у супругов родился сын Финикс Вулф Марджера.
В июле 2023 года он начал встречаться с моделью Дэнни Мари. Он сделал ей предложение в октябре 2023 года. Они  поженились 28 мая 2024 года.

### Алкоголизм
Марджера злоупотреблял алкоголем с двадцати лет. Его часто видели пьяным на съемках Viva La Bam и в закулисных съемках фильмов «Чудаки». В июле 2009 года Марджера был доставлен в больницу парамедиками и полицейскими после четырёхдневного запоя. Его пристрастие к алкоголю ухудшилось после того, как в 2007 году закончились его предыдущие шоу. В декабре 2009 года он впервые попал в реабилитационную клинику после вмешательства друзей и семьи, но не прошел программу и вышел оттуда всего через четыре дня.
После смерти Райана Данна в 2011 году пьянство Марджеры ещё больше усилилось. По его собственным словам, Марджера считает 2012 год годом, когда он потерял контроль над выпивкой, после того как костные шпоры заставили его приостановить катание на скейтборде, и он начал пить «чтобы убить скуку».
В 2015 году Марджера снова поступил в реабилитационный центр для лечения алкоголизма, но вскоре покинул его, не закончив программу. Позже в том же году он вместе с матерью принял участие в программе «Семейная терапия с доктором Дженн» на канале VH1, после чего несколько месяцев оставался трезвым. В интервью журналу People в следующем году Марджера рассказал о своих проблемах с психическим здоровьем, включая тревожность и расстройства пищевого поведения, и поведал о том, что из-за нездорового образа жизни ему пришлось заново учиться кататься на скейтборде спустя пять лет, а также о своем лишнем весе. В конце 2016 года он вместе с семьей переехал в Испанию, чтобы сосредоточиться на карьере скейтера, но в 2017 году, перед рождением сына, вернулся в Пенсильванию. В 90-минутном интервью YouTube-сериалу The Nine Club, записанном и выпущенном в ноябре 2017 года, Марджера обсудил свои проблемы со здоровьем и алкоголизм, заявив, что он «в основном трезв» с 2015 года.
В январе 2018 года Марджера в третий раз попал в реабилитационный центр после вождения в нетрезвом виде и оставался трезвым в течение семи месяцев. Позже, в том же году, у него случился рецидив после того, как его ограбили под дулом пистолета во время отдыха в Колумбии. В январе 2019 года, через год после предыдущей попытки, Марджера поступил в реабилитационный центр в четвёртый раз, но покинул его через десять дней, заявив, что ему там «не место», и он планирует победить свой алкоголизм самостоятельно. В марте 2019 года TMZ опубликовал видео, на котором Марджера кричит и угрожает своему менеджеру. Кроме того, Марджера делал посты в Instagram, в которых он оскорблял свою жену и наносил ущерб собственному дому, в результате чего друзья и члены семьи объединились, чтобы Марджера был помещен в психиатрическую клинику. Марджера был освобожден от лечения и вернулся домой через неделю.
3 августа 2019 года его сняли с рейса коммерческой авиакомпании после перепалки с офицером полиции аэропорта, который сказал ему, что он слишком пьян для полета. На следующий день Марджера разместил на своем аккаунте в Instagram цепочку видеороликов, публично умоляя доктора Фила о помощи. Доктор Фил ответил на мольбы Марджеры на следующее утро, направив его в лечебный центр после индивидуальной беседы.
16 сентября 2021 года жена Маргеры Никки подала на опеку над их сыном Фениксом Вульфом.
17 мая 2022 года Марджера объявил, что завершил годичный курс лечения от алкоголизма. Менее чем через месяц у него случился рецидив, а 15 июня Марджера был объявлен пропавшим без вести после побега из реабилитационного центра. Он был найден и добровольно вернулся в реабилитационный центр после недельного отсутствия. Его вернули в сопровождении полиции, так как он находился в реабилитационном центре по решению суда. 26 июня 2022 года его снова объявили пропавшим без вести после второго побега из реабилитационного центра. Его нашли и заселили в новое лечебное учреждение 27 июня 2022 года. 4 сентября 2022 года его снова заметили в баре после побега из реабилитационного центра. 25 сентября 2022 года стало известно, что его поймали в нетрезвом состоянии в баре в Атланте, Джорджия, на фоне проблем с реабилитацией.
15 февраля 2023 года его жена Никки подала иск о расторжении брака и выплате алиментов, ссылаясь на непримиримые разногласия. В юридических документах подробно описано, что причиной подачи иска о расторжении брака стало неподобающее поведение Марджеры во время общения с их сыном, что навело Бойд на мысль, что Марджера был пьян. 29 марта 2023 года Марджера был арестован за появление в общественном месте в состоянии алкогольного опьянения. 26 мая 2023 года стало известно, что Марджера хочет, чтобы судья отменил его развод с женой Никки, поскольку она не позволяет ему видеться с их сыном. 1 июня 2023 года он опубликовал в Instagram видео, в котором угрожал курить крэк до тех пор, пока не умрет, если не увидит сына. К 4 июня полиция обнаружила и взяла под стражу Марджеру в Лос-Анджелесе, Калифорния, после чего он был принудительно помещен в психиатрическую клинику для обследования.
23 сентября 2024 года стало известно, что он был снова арестован после того, как якобы нарушил испытательный срок. Его поместили в тюрьму округа Честер и обязали пройти обследование на наркотики и алкоголь.

## Фильмография
| Год  | Название                                | Роль                       | Прим.                                               |
| ---- | --------------------------------------- | -------------------------- | --------------------------------------------------- |
| 2002 | Чудаки                                  | в роли самого себя         | Сценарист                                           |
| 2003 | Ангелы Чарли: Только вперёд             | Ирландский доковый рабочий | Камео                                               |
| 2003 | Grind                                   | в роли самого себя         |                                                     |
| 2003 | Хаггард                                 | Вало                       | Сценарист Режиссёр Исполнительный продюсер Редактор |
| 2005 | The Dudesons Movie                      | в роли самого себя         | Гостевое появление                                  |
| 2006 | Придурки                                | в роли самого себя         | Сопродюсер Сценарист                                |
| 2007 | Придурки 2.5                            | в роли самого себя         | Сопродюсер Сценарист                                |
| 2008 | The Fantasstic Whores 4                 | в роли самого себя         | Камео                                               |
| 2009 | Minghags: The Movie                     | Ленни                      | Сценарист Режиссёр Исполнительный продюсер Редактор |
| 2010 | Чудаки 3D                               | в роли самого себя         | Сопродюсер Сценарист                                |
| 2011 | Чудаки 3.5                              | в роли самого себя         | Сопродюсер Сценарист                                |
| 2017 | Dumb: The Story of Big Brother Magazine | в роли самого себя         | Документальный фильм                                |
| 2021 | This Is GWAR                            | в роли самого себя         | Документальный фильм                                |
| 2022 | Чудаки навсегда                         | в роли самого себя         | Камео Сценарист                                     |
| 2022 | Humanity Stoked                         | в роли самого себя         | Документальный фильм                                |
| TBA  | The Brandon Novak Story                 | в роли самого себя         | Документальный фильм                                |

## Видеоигры
| Год  | Название                       | Прим.                          |
| ---- | ------------------------------ | ------------------------------ |
| 2001 | Tony Hawk's Pro Skater 3       | в роли самого себя             |
| 2002 | Tony Hawk's Pro Skater 4       | в роли самого себя             |
| 2003 | Tony Hawk's Underground        | в роли самого себя             |
| 2004 | Tony Hawk's Underground 2      | в роли самого себя             |
| 2005 | Tony Hawk's American Wasteland | в роли самого себя             |
| 2006 | Tony Hawk's Project 8          | в роли самого себя             |
| 2006 | Scarface: The World Is Yours   | владелец алкогольного магазина |
| 2007 | Tony Hawk's Proving Ground     | в роли самого себя             |
| 2025 | Tony Hawk's Pro Skater 3+4     | в роли самого себя             |

## Клипы
| Год  | Исполнитель          | Название                       | Роль                | Прим.               |
| ---- | -------------------- | ------------------------------ | ------------------- | ------------------- |
| 2002 | CKY                  | «Flesh Into Gear»              | в роли самого себя  | Режиссёр            |
| 2002 | Andrew W.K.          | «We Want Fun»                  | в роли самого себя  |                     |
| 2003 | CKY                  | «Shock & Terror»               |                     | Режиссёр            |
| 2003 | HIM                  | «The Sacrament»                |                     | Режиссёр            |
| 2003 | HIM                  | «Buried Alive by Love»         |                     | Режиссёр            |
| 2004 | HIM                  | «And Love Said No»             |                     | Режиссёр            |
| 2004 | HIM                  | «Solitary Man»                 |                     | Режиссёр            |
| 2004 | Clutch               | «The Mob Goes Wild»            |                     | Режиссёр            |
| 2004 | The 69 Eyes          | «Lost Boys»                    |                     | Режиссёр            |
| 2005 | Bloodhound Gang      | «Foxtrot Uniform Charlie Kilo» | водитель автомобиля |                     |
| 2005 | Wolfmother           | «Joker and the Thief»          | в роли самого себя  |                     |
| 2006 | Крис Понтиус         | «Karazy»                       | в роли самого себя  |                     |
| 2009 | The 69 Eyes          | «Dead and Gone»                |                     | Режиссёр            |
| 2010 | The 69 Eyes          | «Dead Girls Are Easy»          |                     | Режиссёр            |
| 2010 | Weezer               | «Memories»                     | в роли самого себя  |                     |
| 2013 | Fuckface Unstoppable | «All My Friends Are Dead»      | в роли самого себя  | Кавер на Turbonegro |
| 2014 | Fuckface Unstoppable | «Bend My Dick»                 | в роли самого себя  | Текст и исполнение  |
| 2015 | Fuckface Unstoppable | «Moonshine»                    | в роли самого себя  | Текст и исполнение  |
| 2016 | Evesdroppers         | «Empty Vessel»                 | в роли самого себя  | Текст и исполнение  |
| 2016 | Evesdroppers         | «9 Lives»                      | в роли самого себя  | Текст и исполнение  |
| 2016 | Evesdroppers         | «Comin' Home»                  | в роли самого себя  | Текст и исполнение  |